# Fadhila El Farouk
Œuvres principales
Voler un moment d'amour
Humeur d'une adolescent
La découverte du désir
Les régions de la peur
Ta aI-Khajal
Fadhila El Farouk, nom artistique de Fadhila Melkemi, est une écrivaine, poétesse et journaliste algérienne, née à Arris en 1967. Elle écrit en langue arabe.

## Biographie
Fadhila El Farouk est née Fadhila Melkemi, le 20 novembre 1967 à Arris en Algérie. Elle grandit à Constantine en Algérie.
Elle obtient son baccalauréat en 1987 et rejoint le département de mathématiques de la faculté de médecine de l'université de Batna Hadj Lakhder durant deux ans. Elle retourne ensuite à l'institut de littérature de l'université de Constantine (en), où elle étudie la langue arabe et la littérature.
Elle obtient sa propre émission sur la station nationale de Constantine, intitulée Ports de la créativité. Dans la presse écrite, elle commence en tant qu'assistante au journal An-Nasr. Lors de sa deuxième année d'université, elle devient journaliste au Hayat de Constantin et est diplômée en 1993.
En 1994, elle rejoint l'université de Constantine. Elle déménage à Beyrouth en octobre 1995, à la suite de la guerre civile et des menaces terroristes. Elle y rencontre le poète et dramaturge Paul Shaoul, qui la soutient en tant qu'écrivain.
À la fin de l'année 1996, elle rejoint le journal Al Kifah Al Arabi et y travaille pendant un an. En 1997, elle publie à compte d'auteur Voler un moment d'amour et en 1997 Humeur d'une adolescent.
Son roman La honte au féminin, reste inédit pendant deux ans, mais est finalement accepté par la maison d'édition de Riad El Rayyes (London) avec le soutien du poète et écrivain Emad Al-Abdallah. Les thèmes de ce roman sont le viol et les lois connexes dans la société arabe. Il révèle la souffrance des femmes violées en Algérie pendant la décennie noire. La honte au féminin est traduit en français et en espagnol et a été traduit en partie en italien. Le roman appelle à la coexistence des religions, l'égalité entre les hommes et les femmes et condamne les guerres de toutes sortes.
En 2005, elle publie le roman La découverte du désir et en 2010, Les régions de la peur.
En 2015 elle publie Épuisée par ton amour ô fils de mon sang.
Elle est la fondatrice du site web famoh.com, pour les écrivains et les auteurs du monde arabe.

## Sources
- (en) Cet article est partiellement ou en totalité issu de l’article de Wikipédia en anglais intitulé « Fadhila El Farouk » (voir la liste des auteurs).